# Svenska maden

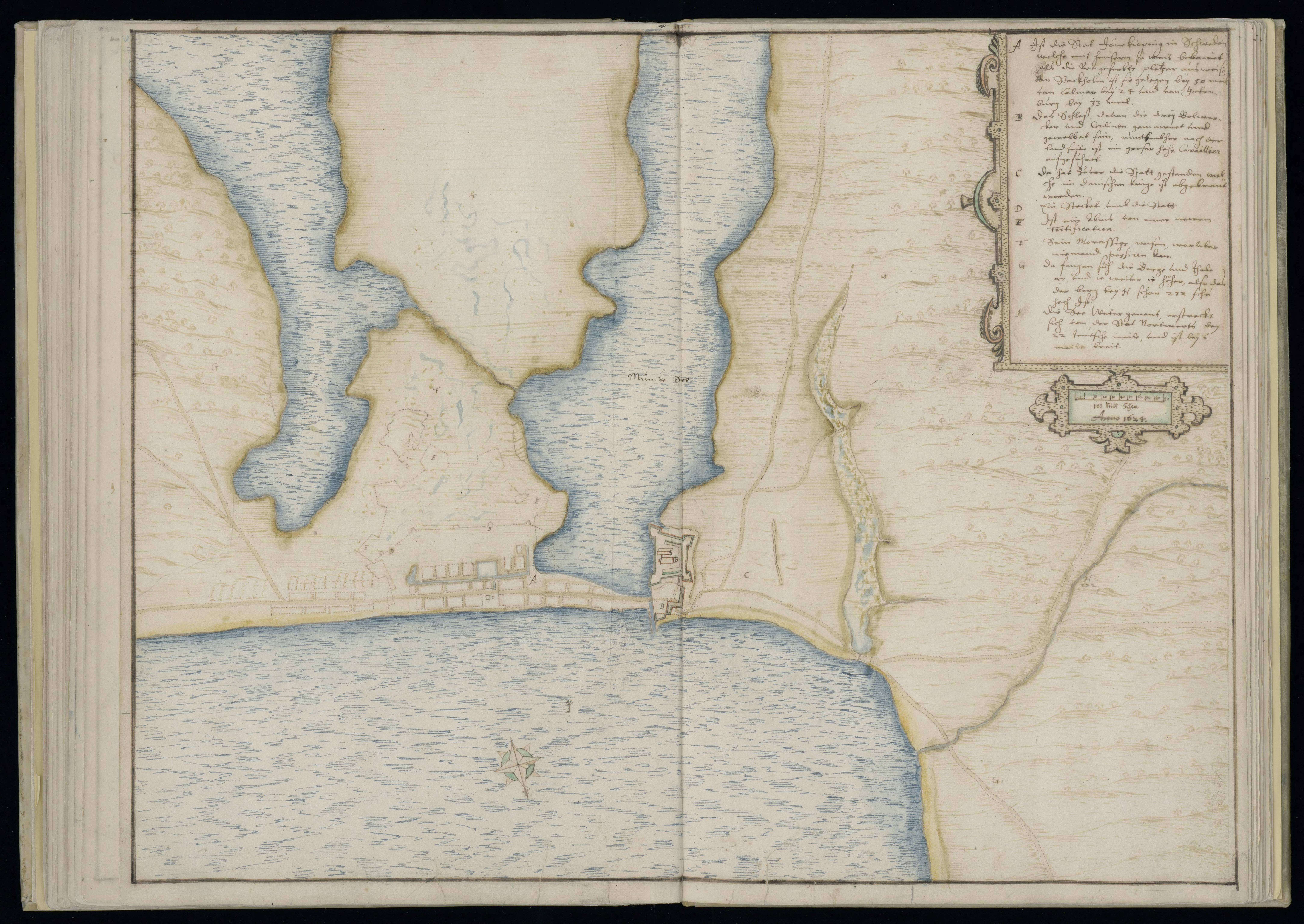
Heinrich Thomes karta från 1620-talet, med norr uppåt i kartbilden. Svenska maden är de övre kvarteren längst till vänster.

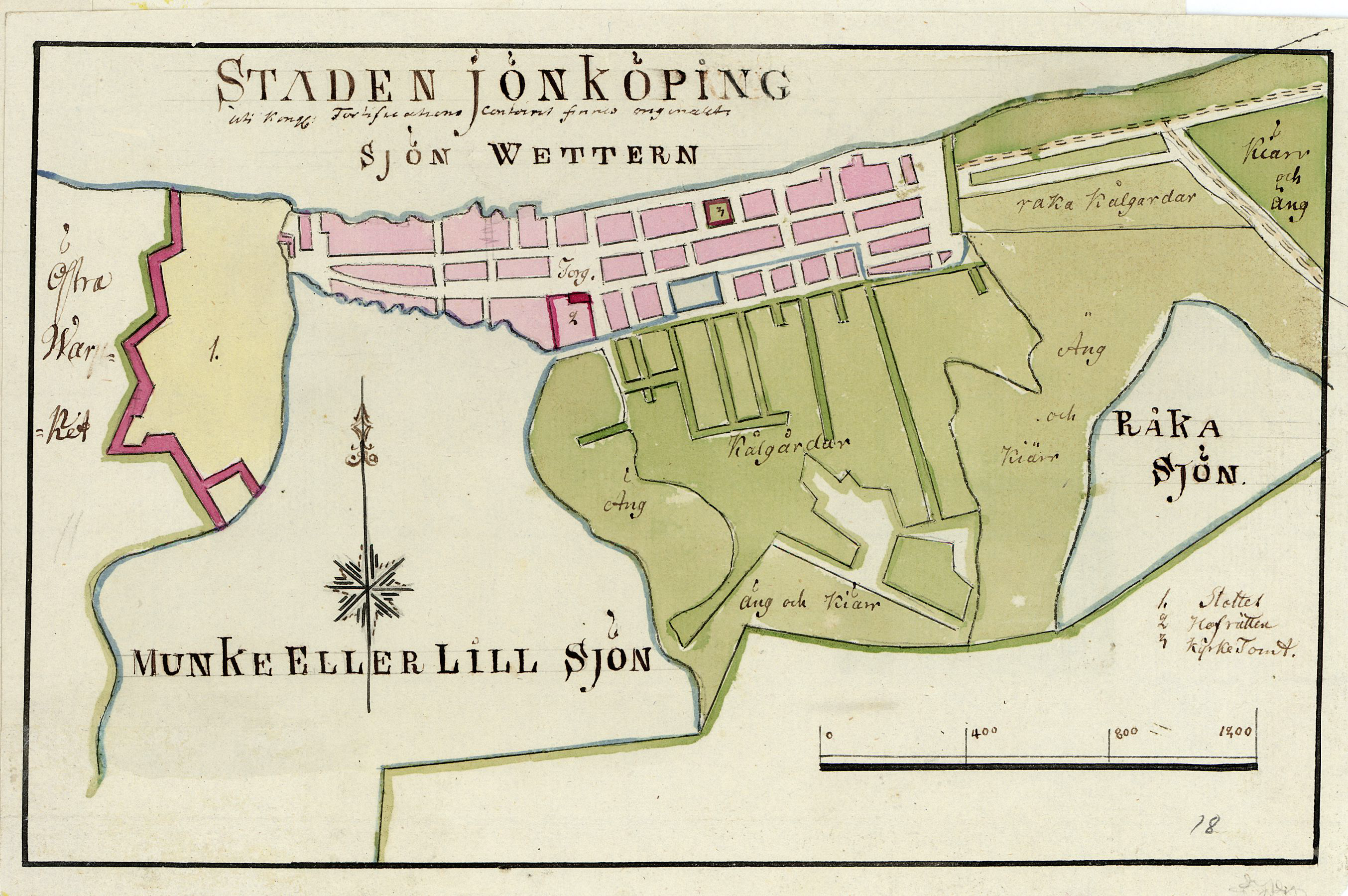
Karta från omkring 1800. Tyska maden ärkvarteren öster om den vita rektangeln (Breda hamnen)

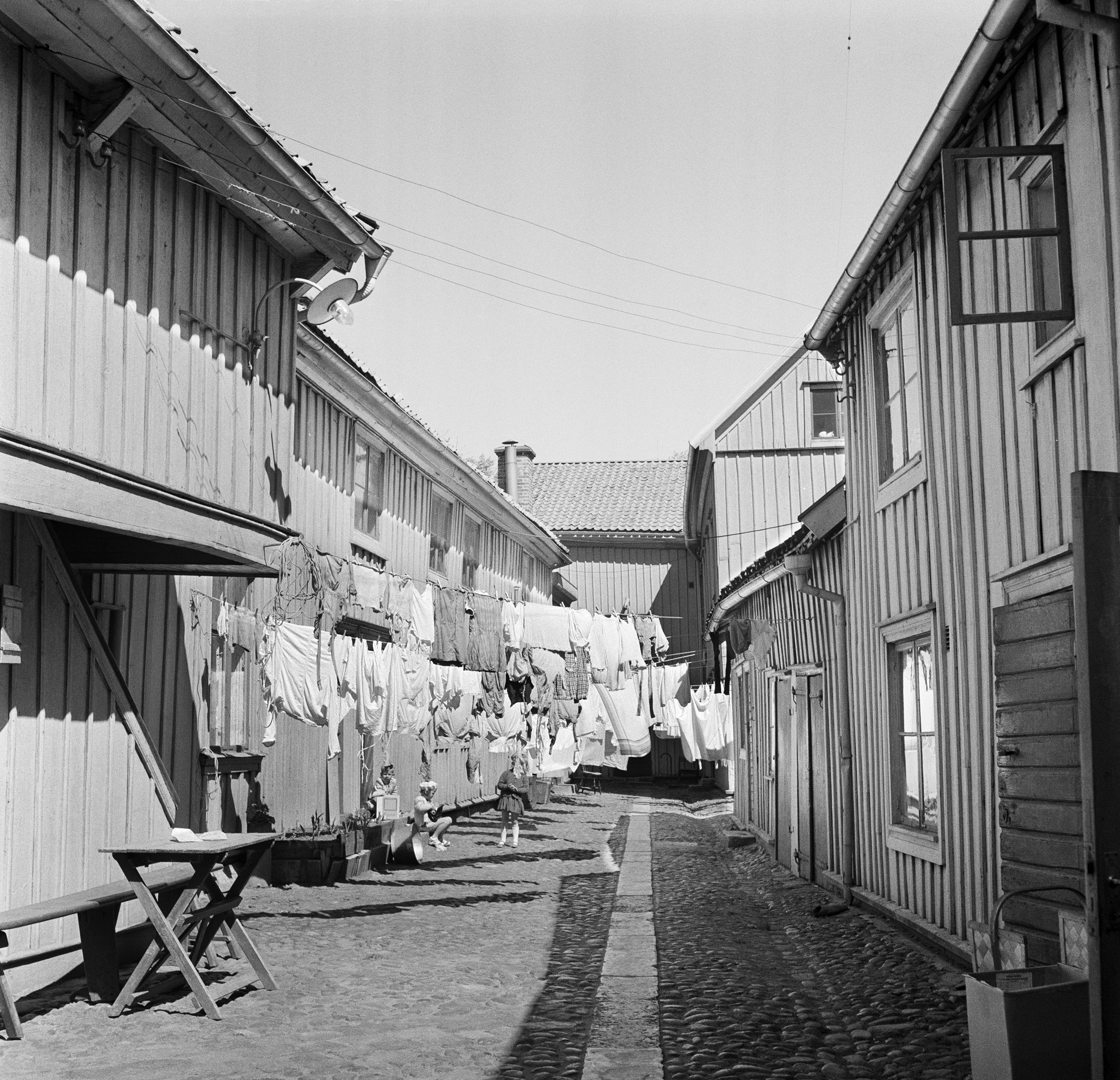
Gård vid Kanalgatan, 1947

Svenska maden var en av stadsdelarna på Öster i Jönköping under 1700- och 1800-talen.
Svenska maden hade sitt namn i samklang med grannkvarteren Tyska maden, som tillhörde de första av de stadskvarter som lades ut i det återuppbyggda Jönköping på Sanden öster om Hamnkanalen, efter det att staden bränts ned 1612 inför ett förväntat danskt angrepp. Tyska maden utgjorde de närmaste kvarteren väster om Breda hamnen (nuvarande Östra torget) och söder om Kanalgatan, medan Svenska maden var kvarteren öster om Breda hamnen och söder om Kanalgatan. Tomterna i Tyska maden var utlagda för de uppemot 150 tyska textilhantverkare med hushåll som rekryterades av den svenska staten för att bygga upp Vantmakeriet i Jönköping.
Båda områdena hade sina namn efter de kärrområden som låg söder om den sandreveln som staden byggdes på. Söder om Tyska maden och Svenska maden löpte under 1600-talet och 1700-talet ett tullstaket som skulle förhindra att man tog sig in i staden på andra ställen än de västra och östra stadsportarna.
I Svenska maden, på Kanalgatan 20, inrättades 1824 den lancasterskola, som 1846 blev stadens första folkskola. Några hus därifrån inrättades 1967 på Kanalgatan 28 Jönköpings elementarskola för flickor, som var stadens andra privata flickläroverk i ordningen.